# Prethopalpus mahanadi
Espèce
Prethopalpus mahanadi est une espèce d'araignées aranéomorphes de la famille des Oonopidae.

## Distribution
Cette espèce est endémique du Bengale-Occidental en Inde. Elle se rencontre entre 300 et 1 400 m d'altitude dans le district de Darjeeling.

## Description
Le mâle holotype mesure 1,54 mm et la femelle paratype 1,56 mm.

## Étymologie
Cette espèce est nommée en référence au lieu de sa découverte, Mahanadi.

## Publication originale
- Baehr, Harvey, Burger & Thoma, 2012 : The new Australasian goblin spider genus Prethopalpus (Araneae, Oonopidae). Bulletin of the American Museum of Natural History, no 369, p. 1-113 (texte intégral).